# Campeonato de Primera División B 1961 (Argentina)
El Campeonato de Primera División B 1961 fue la vigesimoctava temporada de la categoría, que era la segunda división del fútbol argentino. Esta temporada marcó la incorporación de Deportivo Español ascendido de la Primera Amateur y de Newell's Old Boys, descendido desde la Primera División.
El torneo entregó solo un ascenso, mientras que se dispuso que dos equipos perdieran la categoría. Dicho premio y castigo fueron para el primer equipo de la tabla de posiciones y los dos últimos de la tabla de descenso, para la cual fueron tenidas en cuenta las últimas tres temporadas.
El campeón y único ascendido fue Quilmes que había finalizado en segundo lugar, pero se consagró campeón cuando la Asociación del Fútbol Argentino decidió quitarle 10 puntos a Newell's Old Boys por incentivación a jugadores de Excursionistas en el partido que disputaron por la Fecha 31 ante el equipo que terminaría siendo campeón y que en ese momento se encontraba por encima de los rosarinos en la tabla de posiciones.
De esta manera, el elenco del sur del Gran Buenos Aires retornó a la máxima categoría del fútbol argentino luego de disputar diez temporadas consecutivas en la Segunda División.
Asimismo, el torneo decretó el descenso de Defensores de Belgrano y de El Porvenir que finalizaron en los dos últimos lugares tanto de la tabla de posiciones como de la tabla de descenso y perdieron la categoría. De esta manera, Defensores volvía a la Tercera División luego de tres temporadas en esta categoría, mientras que el conjunto de Gerli lo hacía luego de disputar siete temporadas consecutivas en la divisional.

## Ascensos y descensos
| Promedios | Descendido de la Primera B 1960 |
| --------- | ------------------------------- |
| 18.º      | Talleres (RE)                   |

| Posición | Ascendido de la Primera Amateur 1960 |
| -------- | ------------------------------------ |
| 1.º      | Deportivo Español                    |

| Posición | Ascendido a la Primera División 1961 |
| -------- | ------------------------------------ |
| 1.º      | Los Andes                            |

| Promedios | Descendido de la Primera División 1960 |
| --------- | -------------------------------------- |
| 16.º      | Newell's Old Boys                      |

## Formato
Los dieciocho equipos participantes disputaron un torneo de 34 fechas todos contra todos.

### Ascensos
El equipo con más puntos fue el campeón, obteniendo el único ascenso directo a la Primera División.

### Descensos
Se elaboró una tabla de promedios, teniendo en cuenta las temporadas 1959, 1960 y 1961. Los equipos que finalizaron en los dos últimos lugares de dicha tabla descendieron a la Primera C.

## Equipos participantes
| Equipo                 | Ciudad          |
| ---------------------- | --------------- |
| All Boys               | Buenos Aires    |
| Almagro                | José Ingenieros |
| Banfield               | Banfield        |
| Central Córdoba (R)    | Rosario         |
| Defensores de Belgrano | Buenos Aires    |
| Deportivo Español      | Buenos Aires    |
| Deportivo Morón        | Morón           |
| Dock Sud               | Dock Sud        |
| El Porvenir            | Gerli           |
| Excursionistas         | Buenos Aires    |
| Newell’s Old Boys      | Rosario         |
| Nueva Chicago          | Buenos Aires    |
| Platense               | Buenos Aires    |
| Quilmes                | Quilmes         |
| Sarmiento (J)          | Junín           |
| Temperley              | Temperley       |
| Tigre                  | Victoria        |
| Unión                  | Santa Fe        |

### Distribución geográfica de los equipos
| Región                                   | Cant. | Equipos                                                                                       |
| ---------------------------------------- | ----- | --------------------------------------------------------------------------------------------- |
| Conurbano bonaerense                     | 8     | Almagro, Banfield, Deportivo Morón, Dock Sud, El Porvenir, Quilmes, Temperley y Tigre         |
| Ciudad de Buenos Aires                   | 6     | All Boys, Defensores de Belgrano, Deportivo Español, Excursionistas, Nueva Chicago y Platense |
| Provincia de Santa Fe                    | 3     | Central Córdoba (R), Newell’s Old Boys y Unión                                                |
| Interior de la provincia de Buenos Aires | 1     | Sarmiento (J)                                                                                 |

## Tabla de posiciones
| Pos. | Equipo                 | Pts. | PJ | PG | PE | PP | GF | GC | Dif. |
| ---- | ---------------------- | ---- | -- | -- | -- | -- | -- | -- | ---- |
| 1.º  | Quilmes                | 45   | 34 | 18 | 9  | 7  | 49 | 30 | 19   |
| 2.º  | Banfield               | 44   | 34 | 20 | 4  | 10 | 64 | 31 | 33   |
| 3.º  | Nueva Chicago          | 44   | 34 | 17 | 10 | 7  | 67 | 37 | 30   |
| 4.º  | Platense               | 41   | 34 | 16 | 9  | 9  | 65 | 47 | 18   |
| 5.º  | Newell’s Old Boys      | 36   | 34 | 19 | 8  | 7  | 67 | 33 | 34   |
| 6.º  | Tigre                  | 35   | 34 | 14 | 7  | 13 | 53 | 50 | 3    |
| 7.º  | Dock Sud               | 35   | 34 | 13 | 9  | 12 | 44 | 48 | −4   |
| 8.º  | Unión                  | 34   | 34 | 13 | 8  | 13 | 55 | 55 | 0    |
| 9.º  | Deportivo Español      | 34   | 34 | 14 | 6  | 14 | 45 | 50 | −5   |
| 10.º | Central Córdoba (R)    | 33   | 34 | 14 | 5  | 15 | 50 | 55 | −5   |
| 11.º | Sarmiento (J)          | 33   | 34 | 11 | 11 | 12 | 50 | 56 | −6   |
| 12.º | Excursionistas         | 32   | 34 | 10 | 12 | 12 | 43 | 64 | −21  |
| 13.º | Deportivo Morón        | 30   | 34 | 13 | 4  | 17 | 61 | 55 | 6    |
| 14.º | Temperley              | 30   | 34 | 10 | 10 | 14 | 39 | 52 | −13  |
| 15.º | All Boys               | 27   | 34 | 8  | 11 | 15 | 44 | 59 | −15  |
| 16.º | Almagro                | 24   | 34 | 7  | 10 | 17 | 43 | 67 | −24  |
| 17.º | El Porvenir            | 24   | 34 | 8  | 8  | 18 | 48 | 75 | −27  |
| 18.º | Defensores de Belgrano | 21   | 34 | 7  | 7  | 20 | 40 | 63 | −23  |

|  | Se consagró campeón y ascendió a la Primera División. |

|  |

## Tabla de descenso
| Pos  | Equipo                 | Promedio | 1959 | 1960 | 1961 | Total | TJ |
| ---- | ---------------------- | -------- | ---- | ---- | ---- | ----- | -- |
| 1.º  | Quilmes                | 42,33    | 42   | 40   | 45   | 127   | 3  |
| 2.º  | Banfield               | 40,67    | 37   | 41   | 44   | 122   | 3  |
| 3.º  | Nueva Chicago          | 39,00    | 35   | 38   | 44   | 117   | 3  |
| 4.º  | Tigre                  | 39,00    | 38   | 44   | 35   | 117   | 3  |
| 5.º  | Platense               | 38,33    | 38   | 36   | 41   | 115   | 3  |
| 6.º  | Unión                  | 37,00    | 40   | 37   | 34   | 111   | 3  |
| 7.º  | Newell’s Old Boys1     | 36,00    | -    | -    | 36   | 36    | 1  |
| 8.º  | Deportivo Morón        | 35,00    | -    | 40   | 30   | 70    | 2  |
| 9.º  | Deportivo Español      | 34,00    | -    | -    | 34   | 34    | 1  |
| 10.º | Sarmiento (J)          | 33,00    | 38   | 28   | 33   | 99    | 3  |
| 11.º | All Boys               | 31,33    | 40   | 27   | 27   | 94    | 3  |
| 12.º | Central Córdoba (R)    | 30,50    | -    | 28   | 33   | 61    | 2  |
| 13.º | Dock Sud               | 30,00    | 26   | 29   | 35   | 90    | 3  |
| 14.º | Excursionistas         | 29,67    | 33   | 24   | 32   | 89    | 3  |
| 15.º | Temperley              | 29,33    | 29   | 29   | 30   | 88    | 3  |
| 16.º | Almagro                | 29,00    | 31   | 32   | 24   | 87    | 3  |
| 17.º | Defensores de Belgrano | 28,33    | 35   | 29   | 21   | 85    | 3  |
| 18.º | El Porvenir            | 25,33    | 24   | 28   | 24   | 76    | 3  |

|  |                           |
|  | Descendió a la Primera C. |

## Resultados
Primera Rueda
| Fecha 1                | Fecha 1   | Fecha 1             | Fecha 1            | Fecha 1     | Fecha 1 |
| Local                  | Resultado | Visitante           | Estadio            | Fecha       |         |
| ---------------------- | --------- | ------------------- | ------------------ | ----------- | ------- |
| All Boys               | 1 - 0     | Quilmes             | Argentinos Juniors | 15 de abril |         |
| Banfield               | 2 - 3     | Central Córdoba (R) | Banfield           | 15 de abril |         |
| Nueva Chicago          | 0 - 1     | Almagro             | Nueva Chicago      | 15 de abril |         |
| Newell's Old Boys      | 1 - 0     | Temperley           | Newell's Old Boys  | 15 de abril |         |
| Excursionistas         | 1 - 1     | El Porvenir         | Excursionistas     | 15 de abril |         |
| Defensores de Belgrano | 3 - 1     | Deportivo Español   | River Plate        | 15 de abril |         |
| Sportivo Dock Sud      | 0 - 2     | Tigre               | Boca Juniors       | 15 de abril |         |
| Unión                  | 3 - 2     | Platense            | Unión              | 16 de abril |         |
| Sarmiento              | 2 - 4     | Deportivo Morón     | Sarmiento          | 16 de abril |         |

| Fecha 2                | Fecha 2   | Fecha 2           | Fecha 2                | Fecha 2     | Fecha 2 |
| Local                  | Resultado | Visitante         | Estadio                | Fecha       |         |
| ---------------------- | --------- | ----------------- | ---------------------- | ----------- | ------- |
| Almagro                | 0 - 0     | All Boys          | Almagro                | 22 de abril |         |
| Defensores de Belgrano | 1 - 2     | Unión             | Defensores de Belgrano | 22 de abril |         |
| Deportivo Español      | 1 - 1     | Excursionistas    | Huracán                | 22 de abril |         |
| Deportivo Morón        | 1 - 1     | Nueva Chicago     | Ferro Carril Oeste     | 22 de abril |         |
| El Porvenir            | 0 - 0     | Newell's Old Boys | El Porvenir            | 22 de abril |         |
| Quilmes                | 4 - 1     | Banfield          | Quilmes                | 22 de abril |         |
| Temperley              | 0 - 0     | Sarmiento         | Temperley              | 22 de abril |         |
| Tigre                  | 2 - 3     | Platense          | Tigre                  | 22 de abril |         |
| Central Córdoba (R)    | 1 - 0     | Sportivo Dock Sud | Central Córdoba (R)    | 23 de abril |         |

| Fecha 3           | Fecha 3   | Fecha 3                | Fecha 3            | Fecha 3     | Fecha 3 |
| Local             | Resultado | Visitante              | Estadio            | Fecha       |         |
| ----------------- | --------- | ---------------------- | ------------------ | ----------- | ------- |
| All Boys          | 1 - 3     | Deportivo Morón        | Argentinos Juniors | 29 de abril |         |
| Banfield          | 5 - 0     | Almagro                | Banfield           | 29 de abril |         |
| Excursionistas    | 0 - 0     | Defensores de Belgrano | Excursionistas     | 29 de abril |         |
| Newell's Old Boys | 5 - 1     | Deportivo Español      | Newell's Old Boys  | 29 de abril |         |
| Nueva Chicago     | 1 - 2     | Temperley              | Nueva Chicago      | 29 de abril |         |
| Platense          | 1 - 2     | Central Córdoba (R)    | Platense           | 29 de abril |         |
| Sportivo Dock Sud | 1 - 3     | Quilmes                | Sportivo Dock Sud  | 29 de abril |         |
| Sarmiento         | 1 - 1     | El Porvenir            | Sarmiento          | 30 de abril |         |
| Unión             | 1 - 3     | Tigre                  | Unión              | 30 de abril |         |

| Fecha 4                | Fecha 4   | Fecha 4           | Fecha 4                | Fecha 4   | Fecha 4 |
| Local                  | Resultado | Visitante         | Estadio                | Fecha     |         |
| ---------------------- | --------- | ----------------- | ---------------------- | --------- | ------- |
| Almagro                | 2 - 2     | Sportivo Dock Sud | Almagro                | 6 de mayo |         |
| Defensores de Belgrano | 4 - 2     | Newell's Old Boys | Defensores de Belgrano | 6 de mayo |         |
| Deportivo Español      | 1 - 1     | Sarmiento         | Huracán                | 6 de mayo |         |
| Deportivo Morón        | 0 - 1     | Banfield          | Ferro Carril Oeste     | 6 de mayo |         |
| El Porvenir            | 3 - 1     | Nueva Chicago     | El Porvenir            | 6 de mayo |         |
| Excursionistas         | 2 - 1     | Unión             | Excursionistas         | 6 de mayo |         |
| Quilmes                | 3 - 1     | Platense          | Quilmes                | 6 de mayo |         |
| Temperley              | 1 - 1     | All Boys          | Temperley              | 6 de mayo |         |
| Central Córdoba (R)    | 1 - 1     | Tigre             | Central Córdoba (R)    | 7 de mayo |         |

| Fecha 5           | Fecha 5   | Fecha 5                | Fecha 5            | Fecha 5    | Fecha 5 |
| Local             | Resultado | Visitante              | Estadio            | Fecha      |         |
| ----------------- | --------- | ---------------------- | ------------------ | ---------- | ------- |
| All Boys          | 1 - 0     | El Porvenir            | Argentinos Juniors | 13 de mayo |         |
| Banfield          | 1 - 2     | Temperley              | Banfield           | 13 de mayo |         |
| Newell's Old Boys | 1 - 2     | Excursionistas         | Newell's Old Boys  | 13 de mayo |         |
| Nueva Chicago     | 3 - 1     | Deportivo Español      | Nueva Chicago      | 13 de mayo |         |
| Platense          | 5 - 1     | Almagro                | Platense           | 13 de mayo |         |
| Sportivo Dock Sud | 1 - 0     | Deportivo Morón        | Sportivo Dock Sud  | 13 de mayo |         |
| Tigre             | 2 - 0     | Quilmes                | Tigre              | 13 de mayo |         |
| Sarmiento         | 2 - 1     | Defensores de Belgrano | Sarmiento          | 14 de mayo |         |
| Unión             | 4 - 1     | Central Córdoba (R)    | Unión              | 14 de mayo |         |

| Fecha 6                | Fecha 6   | Fecha 6             | Fecha 6                | Fecha 6    | Fecha 6 |
| Local                  | Resultado | Visitante           | Estadio                | Fecha      |         |
| ---------------------- | --------- | ------------------- | ---------------------- | ---------- | ------- |
| Almagro                | 1 - 1     | Tigre               | Almagro                | 20 de mayo |         |
| Defensores de Belgrano | 2 - 5     | Nueva Chicago       | Defensores de Belgrano | 20 de mayo |         |
| Deportivo Español      | 1 - 1     | All Boys            | Huracán                | 20 de mayo |         |
| Deportivo Morón        | 2 - 3     | Platense            | Ferro Carril Oeste     | 20 de mayo |         |
| El Porvenir            | 0 - 3     | Banfield            | El Porvenir            | 20 de mayo |         |
| Excursionistas         | 1 - 1     | Sarmiento           | Excursionistas         | 20 de mayo |         |
| Quilmes                | 2 - 0     | Central Córdoba (R) | Quilmes                | 20 de mayo |         |
| Temperley              | 2 - 2     | Sportivo Dock Sud   | Temperley              | 20 de mayo |         |
| Newell's Old Boys      | 3 - 1     | Unión               | Newell's Old Boys      | 21 de mayo |         |

| Fecha 7             | Fecha 7   | Fecha 7                | Fecha 7             | Fecha 7    | Fecha 7 |
| Local               | Resultado | Visitante              | Estadio             | Fecha      |         |
| ------------------- | --------- | ---------------------- | ------------------- | ---------- | ------- |
| Central Córdoba (R) | 5 - 2     | Almagro                | Central Córdoba (R) | 27 de mayo |         |
| Sarmiento           | 1 - 1     | Newell's Old Boys      | Sarmiento           | 28 de mayo |         |
| Unión               | 3 - 0     | Quilmes                | Unión               | 28 de mayo |         |
| All Boys            | 3 - 0     | Defensores de Belgrano | Vélez Sarsfield     | 1 de junio |         |
| Banfield            | 3 - 0     | Deportivo Español      | Banfield            | 1 de junio |         |
| Nueva Chicago       | 1 - 1     | Excursionistas         | Nueva Chicago       | 1 de junio |         |
| Platense            | 5 - 2     | Temperley              | Platense            | 1 de junio |         |
| Sportivo Dock Sud   | 3 - 1     | El Porvenir            | Sportivo Dock Sud   | 1 de junio |         |
| Tigre               | 2 - 1     | Deportivo Morón        | Tigre               | 1 de junio |         |

| Fecha 8                | Fecha 8   | Fecha 8             | Fecha 8                | Fecha 8    | Fecha 8 |
| Local                  | Resultado | Visitante           | Estadio                | Fecha      |         |
| ---------------------- | --------- | ------------------- | ---------------------- | ---------- | ------- |
| Almagro                | 1 - 1     | Quilmes             | Almagro                | 3 de junio |         |
| Defensores de Belgrano | 0 - 2     | Banfield            | Defensores de Belgrano | 3 de junio |         |
| Deportivo Español      | 1 - 1     | Sportivo Dock Sud   | Huracán                | 3 de junio |         |
| Deportivo Morón        | 1 - 2     | Central Córdoba (R) | Ferro Carril Oeste     | 3 de junio |         |
| El Porvenir            | 1 - 2     | Platense            | El Porvenir            | 3 de junio |         |
| Excursionistas         | 4 - 2     | All Boys            | Excursionistas         | 3 de junio |         |
| Temperley              | 2 - 0     | Tigre               | Temperley              | 3 de junio |         |
| Newell's Old Boys      | 0 - 0     | Nueva Chicago       | Newell's Old Boys      | 4 de junio |         |
| Sarmiento              | 1 - 2     | Unión               | Sarmiento              | 4 de junio |         |

| Fecha 9             | Fecha 9   | Fecha 9                | Fecha 9             | Fecha 9     | Fecha 9 |
| Local               | Resultado | Visitante              | Estadio             | Fecha       |         |
| ------------------- | --------- | ---------------------- | ------------------- | ----------- | ------- |
| All Boys            | 0 - 4     | Newell's Old Boys      | Ferro Carril Oeste  | 10 de junio |         |
| Banfield            | 1 - 0     | Excursionistas         | Banfield            | 10 de junio |         |
| Nueva Chicago       | 5 - 1     | Sarmiento              | Nueva Chicago       | 10 de junio |         |
| Platense            | 0 - 0     | Deportivo Español      | Platense            | 10 de junio |         |
| Quilmes             | 4 - 1     | Deportivo Morón        | Quilmes             | 10 de junio |         |
| Sportivo Dock Sud   | 1 - 0     | Defensores de Belgrano | Sportivo Dock Sud   | 10 de junio |         |
| Tigre               | 5 - 0     | El Porvenir            | Tigre               | 10 de junio |         |
| Central Córdoba (R) | 3 - 1     | Temperley              | Central Córdoba (R) | 11 de junio |         |
| Unión               | 1 - 0     | Almagro                | Unión               | 11 de junio |         |

| Fecha 10               | Fecha 10  | Fecha 10            | Fecha 10               | Fecha 10    | Fecha 10 |
| Local                  | Resultado | Visitante           | Estadio                | Fecha       |          |
| ---------------------- | --------- | ------------------- | ---------------------- | ----------- | -------- |
| Defensores de Belgrano | 1 - 1     | Platense            | Defensores de Belgrano | 17 de junio |          |
| Deportivo Español      | 2 - 1     | Tigre               | Huracán                | 17 de junio |          |
| Deportivo Morón        | 2 - 1     | Almagro             | Ferro Carril Oeste     | 17 de junio |          |
| El Porvenir            | 1 - 3     | Central Córdoba (R) | El Porvenir            | 17 de junio |          |
| Excursionistas         | 0 - 0     | Sportivo Dock Sud   | Excursionistas         | 17 de junio |          |
| Nueva Chicago          | 1 - 0     | Unión               | Nueva Chicago          | 17 de junio |          |
| Temperley              | 0 - 0     | Quilmes             | Temperley              | 17 de junio |          |
| Newell's Old Boys      | 2 - 0     | Banfield            | Newell's Old Boys      | 18 de junio |          |
| Sarmiento              | 2 - 1     | All Boys            | Sarmiento              | 18 de junio |          |

| Fecha 11            | Fecha 11  | Fecha 11               | Fecha 11            | Fecha 11    | Fecha 11 |
| Local               | Resultado | Visitante              | Estadio             | Fecha       |          |
| ------------------- | --------- | ---------------------- | ------------------- | ----------- | -------- |
| All Boys            | 0 - 0     | Nueva Chicago          | Ferro Carril Oeste  | 24 de junio |          |
| Almagro             | 2 - 0     | Temperley              | Almagro             | 24 de junio |          |
| Banfield            | 3 - 2     | Sarmiento              | Banfield            | 24 de junio |          |
| Platense            | 5 - 1     | Excursionistas         | Platense            | 24 de junio |          |
| Quilmes             | 0 - 0     | El Porvenir            | Quilmes             | 24 de junio |          |
| Sportivo Dock Sud   | 2 - 2     | Newell's Old Boys      | Sportivo Dock Sud   | 24 de junio |          |
| Tigre               | 3 - 1     | Defensores de Belgrano | Tigre               | 24 de junio |          |
| Central Córdoba (R) | 0 - 0     | Deportivo Español      | Central Córdoba (R) | 25 de junio |          |
| Unión               | 2 - 1     | Deportivo Morón        | Unión               | 25 de junio |          |

| Fecha 12               | Fecha 12  | Fecha 12            | Fecha 12               | Fecha 12   | Fecha 12 |
| Local                  | Resultado | Visitante           | Estadio                | Fecha      |          |
| ---------------------- | --------- | ------------------- | ---------------------- | ---------- | -------- |
| All Boys               | 1 - 2     | Unión               | Ferro Carril Oeste     | 1 de julio |          |
| Defensores de Belgrano | 5 - 3     | Central Córdoba (R) | Defensores de Belgrano | 1 de julio |          |
| Deportivo Español      | 0 - 2     | Quilmes             | Huracán                | 1 de julio |          |
| El Porvenir            | 4 - 1     | Almagro             | El Porvenir            | 1 de julio |          |
| Excursionistas         | 2 - 2     | Tigre               | Excursionistas         | 1 de julio |          |
| Temperley              | 0 - 5     | Deportivo Morón     | Temperley              | 1 de julio |          |
| Newell's Old Boys      | 1 - 1     | Platense            | Newell's Old Boys      | 2 de julio |          |
| Nueva Chicago          | 3 - 1     | Banfield            | Nueva Chicago          | 2 de julio |          |
| Sarmiento              | 2 - 2     | Sportivo Dock Sud   | Sarmiento              | 2 de julio |          |

| Fecha 13            | Fecha 13  | Fecha 13               | Fecha 13            | Fecha 13   | Fecha 13 |
| Local               | Resultado | Visitante              | Estadio             | Fecha      |          |
| ------------------- | --------- | ---------------------- | ------------------- | ---------- | -------- |
| Deportivo Morón     | 2 - 4     | El Porvenir            | Nueva Chicago       | 8 de julio |          |
| Almagro             | 3 - 1     | Deportivo Español      | Almagro             | 9 de julio |          |
| Banfield            | 3 - 1     | All Boys               | Banfield            | 9 de julio |          |
| Central Córdoba (R) | 2 - 1     | Excursionistas         | Central Córdoba (R) | 9 de julio |          |
| Platense            | 3 - 1     | Sarmiento              | Platense            | 9 de julio |          |
| Quilmes             | 3 - 0     | Defensores de Belgrano | Quilmes             | 9 de julio |          |
| Sportivo Dock Sud   | 2 - 0     | Nueva Chicago          | Sportivo Dock Sud   | 9 de julio |          |
| Tigre               | 3 - 2     | Newell's Old Boys      | Tigre               | 9 de julio |          |
| Unión               | 0 - 0     | Temperley              | Unión               | 9 de julio |          |

| Fecha 14               | Fecha 14  | Fecha 14            | Fecha 14               | Fecha 14    | Fecha 14 |
| Local                  | Resultado | Visitante           | Estadio                | Fecha       |          |
| ---------------------- | --------- | ------------------- | ---------------------- | ----------- | -------- |
| All Boys               | 4 - 0     | Sportivo Dock Sud   | Ferro Carril Oeste     | 15 de julio |          |
| Banfield               | 2 - 0     | Unión               | Banfield               | 15 de julio |          |
| Defensores de Belgrano | 3 - 1     | Almagro             | Defensores de Belgrano | 15 de julio |          |
| Deportivo Español      | 5 - 2     | Deportivo Morón     | Huracán                | 15 de julio |          |
| El Porvenir            | 1 - 1     | Temperley           | El Porvenir            | 15 de julio |          |
| Excursionistas         | 0 - 0     | Quilmes             | Excursionistas         | 15 de julio |          |
| Newell's Old Boys      | 1 - 0     | Central Córdoba (R) | Newell's Old Boys      | 15 de julio |          |
| Nueva Chicago          | 2 - 1     | Platense            | Nueva Chicago          | 15 de julio |          |
| Sarmiento              | 2 - 4     | Tigre               | Sarmiento              | 16 de julio |          |

| Fecha 15            | Fecha 15  | Fecha 15               | Fecha 15            | Fecha 15    | Fecha 15 |
| Local               | Resultado | Visitante              | Estadio             | Fecha       |          |
| ------------------- | --------- | ---------------------- | ------------------- | ----------- | -------- |
| Almagro             | 4 - 1     | Excursionistas         | Almagro             | 22 de julio |          |
| Central Córdoba (R) | 0 - 1     | Sarmiento              | Central Córdoba (R) | 22 de julio |          |
| Deportivo Morón     | 5 - 1     | Defensores de Belgrano | Deportivo Morón     | 22 de julio |          |
| Platense            | 4 - 2     | All Boys               | Platense            | 22 de julio |          |
| Quilmes             | 1 - 1     | Newell's Old Boys      | Quilmes             | 22 de julio |          |
| Sportivo Dock Sud   | 1 - 0     | Banfield               | Sportivo Dock Sud   | 22 de julio |          |
| Temperley           | 1 - 0     | Deportivo Español      | Temperley           | 22 de julio |          |
| Tigre               | 1 - 0     | Nueva Chicago          | Tigre               | 22 de julio |          |
| Unión               | 4 - 2     | El Porvenir            | Unión               | 23 de julio |          |

| Fecha 16               | Fecha 16  | Fecha 16            | Fecha 16               | Fecha 16    | Fecha 16 |
| Local                  | Resultado | Visitante           | Estadio                | Fecha       |          |
| ---------------------- | --------- | ------------------- | ---------------------- | ----------- | -------- |
| All Boys               | 2 - 1     | Tigre               | Ferro Carril Oeste     | 29 de julio |          |
| Banfield               | 1 - 1     | Platense            | Banfield               | 29 de julio |          |
| Defensores de Belgrano | 0 - 1     | Temperley           | Defensores de Belgrano | 29 de julio |          |
| Deportivo Español      | 2 - 1     | El Porvenir         | Huracán                | 29 de julio |          |
| Excursionistas         | 0 - 3     | Deportivo Morón     | Excursionistas         | 29 de julio |          |
| Newell's Old Boys      | 2 - 0     | Almagro             | Newell's Old Boys      | 29 de julio |          |
| Nueva Chicago          | 4 - 1     | Central Córdoba (R) | Nueva Chicago          | 29 de julio |          |
| Sportivo Dock Sud      | 1 - 0     | Unión               | Sportivo Dock Sud      | 29 de julio |          |
| Sarmiento              | 0 - 0     | Quilmes             | Sarmiento              | 30 de julio |          |

| Fecha 17            | Fecha 17  | Fecha 17               | Fecha 17            | Fecha 17    | Fecha 17 |
| Local               | Resultado | Visitante              | Estadio             | Fecha       |          |
| ------------------- | --------- | ---------------------- | ------------------- | ----------- | -------- |
| Almagro             | 0 - 2     | Sarmiento              | Almagro             | 5 de agosto |          |
| Deportivo Morón     | 1 - 1     | Newell's Old Boys      | Deportivo Morón     | 5 de agosto |          |
| El Porvenir         | 2 - 0     | Defensores de Belgrano | El Porvenir         | 5 de agosto |          |
| Platense            | 0 - 1     | Sportivo Dock Sud      | Platense            | 5 de agosto |          |
| Quilmes             | 1 - 0     | Nueva Chicago          | Quilmes             | 5 de agosto |          |
| Temperley           | 0 - 0     | Excursionistas         | Temperley           | 5 de agosto |          |
| Tigre               | 1 - 0     | Banfield               | Tigre               | 5 de agosto |          |
| Central Córdoba (R) | 1 - 0     | All Boys               | Central Córdoba (R) | 6 de agosto |          |
| Unión               | 2 - 1     | Deportivo Español      | Unión               | 6 de agosto |          |

Segunda Rueda
| Fecha 18            | Fecha 18  | Fecha 18               | Fecha 18            | Fecha 18     | Fecha 18 |
| Local               | Resultado | Visitante              | Estadio             | Fecha        |          |
| ------------------- | --------- | ---------------------- | ------------------- | ------------ | -------- |
| Almagro             | 1 - 3     | Nueva Chicago          | Almagro             | 12 de agosto |          |
| Central Córdoba (R) | 0 - 2     | Banfield               | Central Córdoba (R) | 12 de agosto |          |
| Deportivo Español   | 2 - 0     | Defensores de Belgrano | Huracán             | 12 de agosto |          |
| Deportivo Morón     | 2 - 1     | Sarmiento              | Deportivo Morón     | 12 de agosto |          |
| El Porvenir         | 1 - 3     | Excursionistas         | El Porvenir         | 12 de agosto |          |
| Platense            | 0 - 0     | Unión                  | Platense            | 12 de agosto |          |
| Quilmes             | 2 - 0     | All Boys               | Quilmes             | 12 de agosto |          |
| Temperley           | 1 - 3     | Newell's Old Boys      | Temperley           | 12 de agosto |          |
| Tigre               | 0 - 2     | Sportivo Dock Sud      | Ferro Carril Oeste  | 12 de agosto |          |

| Fecha 19          | Fecha 19  | Fecha 19               | Fecha 19           | Fecha 19     | Fecha 19 |
| Local             | Resultado | Visitante              | Estadio            | Fecha        |          |
| ----------------- | --------- | ---------------------- | ------------------ | ------------ | -------- |
| All Boys          | 1 - 1     | Almagro                | Ferro Carril Oeste | 19 de agosto |          |
| Banfield          | 0 - 1     | Quilmes                | Banfield           | 19 de agosto |          |
| Excursionistas    | 2 - 0     | Deportivo Español      | Excursionistas     | 19 de agosto |          |
| Nueva Chicago     | 2 - 0     | Deportivo Morón        | Nueva Chicago      | 19 de agosto |          |
| Platense          | 1 - 1     | Tigre                  | Platense           | 19 de agosto |          |
| Sportivo Dock Sud | 3 - 1     | Central Córdoba (R)    | Sportivo Dock Sud  | 19 de agosto |          |
| Newell's Old Boys | 6 - 1     | El Porvenir            | Newell's Old Boys  | 20 de agosto |          |
| Sarmiento         | 3 - 1     | Temperley              | Sarmiento          | 20 de agosto |          |
| Unión             | 1 - 1     | Defensores de Belgrano | Unión              | 20 de agosto |          |

| Fecha 20               | Fecha 20  | Fecha 20          | Fecha 20               | Fecha 20     | Fecha 20 |
| Local                  | Resultado | Visitante         | Estadio                | Fecha        |          |
| ---------------------- | --------- | ----------------- | ---------------------- | ------------ | -------- |
| Almagro                | 0 - 3     | Banfield          | Almagro                | 26 de agosto |          |
| Defensores de Belgrano | 1 - 2     | Excursionistas    | Defensores de Belgrano | 26 de agosto |          |
| Deportivo Español      | 3 - 2     | Newell's Old Boys | Huracán                | 26 de agosto |          |
| Deportivo Morón        | 2 - 1     | All Boys          | Deportivo Morón        | 26 de agosto |          |
| El Porvenir            | 3 - 1     | Sarmiento         | El Porvenir            | 26 de agosto |          |
| Quilmes                | 2 - 2     | Sportivo Dock Sud | Quilmes                | 26 de agosto |          |
| Temperley              | 1 - 4     | Nueva Chicago     | Temperley              | 26 de agosto |          |
| Tigre                  | 4 - 0     | Unión             | Tigre                  | 26 de agosto |          |
| Central Córdoba (R)    | 2 - 1     | Platense          | Central Córdoba (R)    | 27 de agosto |          |

| Fecha 21          | Fecha 21  | Fecha 21               | Fecha 21           | Fecha 21        | Fecha 21 |
| Local             | Resultado | Visitante              | Estadio            | Fecha           |          |
| ----------------- | --------- | ---------------------- | ------------------ | --------------- | -------- |
| All Boys          | 2 - 1     | Temperley              | Ferro Carril Oeste | 2 de septiembre |          |
| Banfield          | 1 - 0     | Deportivo Morón        | Banfield           | 2 de septiembre |          |
| Newell's Old Boys | 2 - 0     | Defensores de Belgrano | Newell's Old Boys  | 2 de septiembre |          |
| Nueva Chicago     | 4 - 1     | El Porvenir            | Nueva Chicago      | 2 de septiembre |          |
| Platense          | 3 - 1     | Quilmes                | Platense           | 2 de septiembre |          |
| Sportivo Dock Sud | 2 - 1     | Almagro                | Sportivo Dock Sud  | 2 de septiembre |          |
| Tigre             | 1 - 0     | Central Córdoba (R)    | Tigre              | 2 de septiembre |          |
| Sarmiento         | 2 - 1     | Deportivo Español      | Sarmiento          | 3 de septiembre |          |
| Unión             | 2 - 2     | Excursionistas         | Unión              | 3 de septiembre |          |

| Fecha 22               | Fecha 22  | Fecha 22          | Fecha 22               | Fecha 22        | Fecha 22 |
| Local                  | Resultado | Visitante         | Estadio                | Fecha           |          |
| ---------------------- | --------- | ----------------- | ---------------------- | --------------- | -------- |
| Almagro                | 0 - 0     | Platense          | Almagro                | 9 de septiembre |          |
| Central Córdoba (R)    | 3 - 1     | Unión             | Central Córdoba (R)    | 9 de septiembre |          |
| Defensores de Belgrano | 0 - 0     | Sarmiento         | Defensores de Belgrano | 9 de septiembre |          |
| Deportivo Español      | 2 - 1     | Nueva Chicago     | Huracán                | 9 de septiembre |          |
| Deportivo Morón        | 2 - 1     | Sportivo Dock Sud | Deportivo Morón        | 9 de septiembre |          |
| El Porvenir            | 1 - 1     | All Boys          | El Porvenir            | 9 de septiembre |          |
| Excursionistas         | 3 - 1     | Newell's Old Boys | Excursionistas         | 9 de septiembre |          |
| Quilmes                | 1 - 0     | Tigre             | Quilmes                | 9 de septiembre |          |
| Temperley              | 1 - 3     | Banfield          | Temperley              | 9 de septiembre |          |

| Fecha 23            | Fecha 23  | Fecha 23               | Fecha 23            | Fecha 23         | Fecha 23 |
| Local               | Resultado | Visitante              | Estadio             | Fecha            |          |
| ------------------- | --------- | ---------------------- | ------------------- | ---------------- | -------- |
| All Boys            | 1 - 2     | Deportivo Español      | Ferro Carril Oeste  | 16 de septiembre |          |
| Banfield            | 3 - 0     | El Porvenir            | Banfield            | 16 de septiembre |          |
| Central Córdoba (R) | 1 - 3     | Quilmes                | Central Córdoba (R) | 16 de septiembre |          |
| Nueva Chicago       | 4 - 1     | Defensores de Belgrano | Nueva Chicago       | 16 de septiembre |          |
| Platense            | 2 - 0     | Deportivo Morón        | Platense            | 16 de septiembre |          |
| Sportivo Dock Sud   | 3 - 0     | Temperley              | Sportivo Dock Sud   | 16 de septiembre |          |
| Tigre               | 3 - 2     | Almagro                | Tigre               | 16 de septiembre |          |
| Sarmiento           | 1 - 0     | Excursionistas         | Sarmiento           | 17 de septiembre |          |
| Unión               | 1 - 1     | Newell's Old Boys      | Unión               | 17 de septiembre |          |

| Fecha 24               | Fecha 24  | Fecha 24            | Fecha 24               | Fecha 24         | Fecha 24 |
| Local                  | Resultado | Visitante           | Estadio                | Fecha            |          |
| ---------------------- | --------- | ------------------- | ---------------------- | ---------------- | -------- |
| Newell's Old Boys      | 5 - 2     | Sarmiento           | Newell's Old Boys      | 23 de septiembre |          |
| Quilmes                | 2 - 0     | Unión               | Quilmes                | 24 de septiembre |          |
| Almagro                | 1 - 0     | Central Córdoba (R) | Almagro                | 30 de septiembre |          |
| Defensores de Belgrano | 0 - 0     | All Boys            | Defensores de Belgrano | 30 de septiembre |          |
| Deportivo Español      | 0 - 2     | Banfield            | Huracán                | 30 de septiembre |          |
| Deportivo Morón        | 2 - 1     | Tigre               | Deportivo Morón        | 30 de septiembre |          |
| El Porvenir            | 3 - 1     | Sportivo Dock Sud   | El Porvenir            | 30 de septiembre |          |
| Excursionistas         | 1 - 5     | Nueva Chicago       | Excursionistas         | 30 de septiembre |          |
| Temperley              | 1 - 1     | Platense            | Temperley              | 30 de septiembre |          |

| Fecha 25            | Fecha 25  | Fecha 25               | Fecha 25            | Fecha 25     | Fecha 25 |
| Local               | Resultado | Visitante              | Estadio             | Fecha        |          |
| ------------------- | --------- | ---------------------- | ------------------- | ------------ | -------- |
| All Boys            | 4 - 0     | Excursionistas         | Ferro Carril Oeste  | 7 de octubre |          |
| Banfield            | 4 - 1     | Defensores de Belgrano | Banfield            | 7 de octubre |          |
| Central Córdoba (R) | 2 - 0     | Deportivo Morón        | Central Córdoba (R) | 7 de octubre |          |
| Nueva Chicago       | 2 - 0     | Newell's Old Boys      | Nueva Chicago       | 7 de octubre |          |
| Platense            | 2 - 1     | El Porvenir            | Platense            | 7 de octubre |          |
| Quilmes             | 3 - 0     | Almagro                | Quilmes             | 7 de octubre |          |
| Sportivo Dock Sud   | 1 - 2     | Deportivo Español      | Sportivo Dock Sud   | 7 de octubre |          |
| Tigre               | 0 - 0     | Temperley              | Tigre               | 7 de octubre |          |
| Unión               | 5 - 1     | Sarmiento              | Unión               | 8 de octubre |          |

| Fecha 26               | Fecha 26  | Fecha 26            | Fecha 26               | Fecha 26      | Fecha 26 |
| Local                  | Resultado | Visitante           | Estadio                | Fecha         |          |
| ---------------------- | --------- | ------------------- | ---------------------- | ------------- | -------- |
| Almagro                | 2 - 2     | Unión               | Almagro                | 14 de octubre |          |
| Defensores de Belgrano | 2 - 1     | Sportivo Dock Sud   | Defensores de Belgrano | 14 de octubre |          |
| Deportivo Español      | 0 - 2     | Platense            | Huracán                | 14 de octubre |          |
| Deportivo Morón        | 2 - 0     | Quilmes             | Deportivo Morón        | 14 de octubre |          |
| El Porvenir            | 2 - 2     | Tigre               | El Porvenir            | 14 de octubre |          |
| Excursionistas         | 2 - 2     | Banfield            | Excursionistas         | 14 de octubre |          |
| Newell's Old Boys      | 5 - 1     | All Boys            | Newell's Old Boys      | 14 de octubre |          |
| Temperley              | 1 - 1     | Central Córdoba (R) | Temperley              | 14 de octubre |          |
| Sarmiento              | 0 - 0     | Nueva Chicago       | Sarmiento              | 15 de octubre |          |

| Fecha 27            | Fecha 27  | Fecha 27               | Fecha 27            | Fecha 27      | Fecha 27 |
| Local               | Resultado | Visitante              | Estadio             | Fecha         |          |
| ------------------- | --------- | ---------------------- | ------------------- | ------------- | -------- |
| All Boys            | 0 - 3     | Sarmiento              | Ferro Carril Oeste  | 21 de octubre |          |
| Almagro             | 2 - 2     | Deportivo Morón        | Almagro             | 21 de octubre |          |
| Banfield            | 0 - 1     | Newell's Old Boys      | Banfield            | 21 de octubre |          |
| Central Córdoba (R) | 4 - 1     | El Porvenir            | Central Córdoba (R) | 21 de octubre |          |
| Platense            | 2 - 1     | Defensores de Belgrano | Platense            | 21 de octubre |          |
| Quilmes             | 1 - 0     | Temperley              | Quilmes             | 21 de octubre |          |
| Sportivo Dock Sud   | 1 - 1     | Excursionistas         | Sportivo Dock Sud   | 21 de octubre |          |
| Tigre               | 2 - 0     | Deportivo Español      | Tigre               | 21 de octubre |          |
| Unión               | 2 - 2     | Nueva Chicago          | Unión               | 22 de octubre |          |

| Fecha 28               | Fecha 28  | Fecha 28            | Fecha 28               | Fecha 28      | Fecha 28 |
| Local                  | Resultado | Visitante           | Estadio                | Fecha         |          |
| ---------------------- | --------- | ------------------- | ---------------------- | ------------- | -------- |
| Defensores de Belgrano | 4 - 1     | Tigre               | Defensores de Belgrano | 28 de octubre |          |
| Deportivo Español      | 3 - 0     | Central Córdoba (R) | Huracán                | 28 de octubre |          |
| Deportivo Morón        | 3 - 4     | Unión               | Deportivo Morón        | 28 de octubre |          |
| El Porvenir            | 1 - 2     | Quilmes             | El Porvenir            | 28 de octubre |          |
| Excursionistas         | 3 - 2     | Platense            | Excursionistas         | 28 de octubre |          |
| Newell's Old Boys      | 1 - 0     | Sportivo Dock Sud   | Newell's Old Boys      | 28 de octubre |          |
| Nueva Chicago          | 2 - 2     | All Boys            | Nueva Chicago          | 28 de octubre |          |
| Temperley              | 0 - 2     | Almagro             | Temperley              | 28 de octubre |          |
| Sarmiento              | 2 - 1     | Banfield            | Sarmiento              | 29 de octubre |          |

| Fecha 29            | Fecha 29  | Fecha 29               | Fecha 29            | Fecha 29       | Fecha 29 |
| Local               | Resultado | Visitante              | Estadio             | Fecha          |          |
| ------------------- | --------- | ---------------------- | ------------------- | -------------- | -------- |
| Almagro             | 3 - 3     | El Porvenir            | Almagro             | 4 de noviembre |          |
| Banfield            | 1 - 1     | Nueva Chicago          | Banfield            | 4 de noviembre |          |
| Central Córdoba (R) | 1 - 0     | Defensores de Belgrano | Central Córdoba (R) | 4 de noviembre |          |
| Deportivo Morón     | 1 - 2     | Temperley              | Deportivo Morón     | 4 de noviembre |          |
| Platense            | 2 - 1     | Newell's Old Boys      | Platense            | 4 de noviembre |          |
| Quilmes             | 1 - 2     | Deportivo Español      | Quilmes             | 4 de noviembre |          |
| Sportivo Dock Sud   | 1 - 0     | Sarmiento              | Sportivo Dock Sud   | 4 de noviembre |          |
| Tigre               | 0 - 2     | Excursionistas         | Tigre               | 4 de noviembre |          |
| Unión               | 1 - 2     | All Boys               | Unión               | 4 de noviembre |          |

| Fecha 30               | Fecha 30  | Fecha 30            | Fecha 30               | Fecha 30        | Fecha 30 |
| Local                  | Resultado | Visitante           | Estadio                | Fecha           |          |
| ---------------------- | --------- | ------------------- | ---------------------- | --------------- | -------- |
| All Boys               | 1 - 2     | Banfield            | Ferro Carril Oeste     | 11 de noviembre |          |
| Defensores de Belgrano | 0 - 1     | Quilmes             | Defensores de Belgrano | 11 de noviembre |          |
| Deportivo Español      | 2 - 1     | Almagro             | Huracán                | 11 de noviembre |          |
| El Porvenir            | 2 - 1     | Deportivo Morón     | El Porvenir            | 11 de noviembre |          |
| Excursionistas         | 3 - 2     | Central Córdoba (R) | Excursionistas         | 11 de noviembre |          |
| Newell's Old Boys      | 1 - 0     | Tigre               | Newell's Old Boys      | 11 de noviembre |          |
| Nueva Chicago          | 1 - 1     | Sportivo Dock Sud   | Nueva Chicago          | 11 de noviembre |          |
| Sarmiento              | 0 - 2     | Platense            | Sarmiento              | 11 de noviembre |          |
| Temperley              | 4 - 1     | Unión               | Temperley              | 11 de noviembre |          |

| Fecha 31            | Fecha 31  | Fecha 31               | Fecha 31            | Fecha 31        | Fecha 31 |
| Local               | Resultado | Visitante              | Estadio             | Fecha           |          |
| ------------------- | --------- | ---------------------- | ------------------- | --------------- | -------- |
| Almagro             | 1 - 1     | Defensores de Belgrano | Almagro             | 19 de noviembre |          |
| Central Córdoba (R) | 0 - 1     | Newell's Old Boys      | Central Córdoba (R) | 19 de noviembre |          |
| Deportivo Morón     | 2 - 0     | Deportivo Español      | Deportivo Morón     | 19 de noviembre |          |
| Platense            | 0 - 2     | Nueva Chicago          | Platense            | 19 de noviembre |          |
| Quilmes             | 1 - 0     | Excursionistas         | Quilmes             | 19 de noviembre |          |
| Sportivo Dock Sud   | 4 - 0     | All Boys               | Sportivo Dock Sud   | 19 de noviembre |          |
| Temperley           | 4 - 1     | El Porvenir            | Temperley           | 19 de noviembre |          |
| Tigre               | 1 - 5     | Sarmiento              | Chacarita Juniors   | 19 de noviembre |          |
| Unión               | 1 - 1     | Banfield               | Unión               | 19 de noviembre |          |

| Fecha 32               | Fecha 32  | Fecha 32            | Fecha 32               | Fecha 32        | Fecha 32 |
| Local                  | Resultado | Visitante           | Estadio                | Fecha           |          |
| ---------------------- | --------- | ------------------- | ---------------------- | --------------- | -------- |
| All Boys               | 3 - 3     | Platense            | Ferro Carril Oeste     | 25 de noviembre |          |
| Banfield               | 3 - 0     | Sportivo Dock Sud   | Banfield               | 25 de noviembre |          |
| Defensores de Belgrano | 1 - 1     | Deportivo Morón     | Defensores de Belgrano | 25 de noviembre |          |
| Deportivo Español      | 3 - 0     | Temperley           | Huracán                | 25 de noviembre |          |
| El Porvenir            | 3 - 1     | Unión               | El Porvenir            | 25 de noviembre |          |
| Excursionistas         | 2 - 5     | Almagro             | Excursionistas         | 25 de noviembre |          |
| Newell's Old Boys      | 3 - 0     | Quilmes             | Newell's Old Boys      | 25 de noviembre |          |
| Nueva Chicago          | 1 - 0     | Tigre               | Nueva Chicago          | 25 de noviembre |          |
| Sarmiento              | 3 - 3     | Central Córdoba (R) | Sarmiento              | 26 de noviembre |          |

| Fecha 33            | Fecha 33  | Fecha 33               | Fecha 33            | Fecha 33       | Fecha 33 |
| Local               | Resultado | Visitante              | Estadio             | Fecha          |          |
| ------------------- | --------- | ---------------------- | ------------------- | -------------- | -------- |
| Almagro             | 0 - 3     | Newell's Old Boys      | Almagro             | 2 de diciembre |          |
| Central Córdoba (R) | 2 - 3     | Nueva Chicago          | Central Córdoba (R) | 2 de diciembre |          |
| Deportivo Morón     | 7 - 0     | Excursionistas         | Deportivo Morón     | 2 de diciembre |          |
| El Porvenir         | 1 - 3     | Deportivo Español      | Boca Juniors        | 2 de diciembre |          |
| Platense            | 0 - 4     | Banfield               | Platense            | 2 de diciembre |          |
| Quilmes             | 1 - 1     | Sarmiento              | Quilmes             | 2 de diciembre |          |
| Temperley           | 2 - 1     | Defensores de Belgrano | Temperley           | 2 de diciembre |          |
| Tigre               | 3 - 3     | All Boys               | River Plate         | 2 de diciembre |          |
| Unión               | 5 - 0     | Sportivo Dock Sud      | Unión               | 2 de diciembre |          |

| Fecha 34               | Fecha 34  | Fecha 34            | Fecha 34               | Fecha 34       | Fecha 34 |
| Local                  | Resultado | Visitante           | Estadio                | Fecha          |          |
| ---------------------- | --------- | ------------------- | ---------------------- | -------------- | -------- |
| All Boys               | 1 - 1     | Central Córdoba (R) | Ferro Carril Oeste     | 9 de diciembre |          |
| Banfield               | 3 - 0     | Tigre               | Banfield               | 9 de diciembre |          |
| Defensores de Belgrano | 4 - 1     | El Porvenir         | Defensores de Belgrano | 9 de diciembre |          |
| Deportivo Español      | 2 - 0     | Unión               | Huracán                | 9 de diciembre |          |
| Excursionistas         | 0 - 5     | Temperley           | Excursionistas         | 9 de diciembre |          |
| Newell's Old Boys      | 2 - 0     | Deportivo Morón     | Newell's Old Boys      | 9 de diciembre |          |
| Nueva Chicago          | 3 - 3     | Quilmes             | Nueva Chicago          | 9 de diciembre |          |
| Sarmiento              | 2 - 1     | Almagro             | Sarmiento              | 9 de diciembre |          |
| Sportivo Dock Sud      | 1 - 4     | Platense            | Sportivo Dock Sud      | 9 de diciembre |          |

| 1. |

## Goleadores
| Jugador                | Equipo            | Goles |
| ---------------------- | ----------------- | ----- |
| Julio San Lorenzo      | Nueva Chicago     | 19    |
| Ivo Diogo              | Newell's Old Boys | 18    |
| Horacio Barrionuevo    | Tigre             | 15    |
| Roberto Pascual Mazzeo | Platense          | 15    |
| Manuel Pedersen        | Dock Sud          | 15    |
| Manuel Marcil Suárez   | Sarmiento (J)     | 15    |
| Ángel Del Moro         | Quilmes           | 14    |
| Felipe Bracamonte      | Quilmes           | 13    |
| Marcos Hugo Zarich     | Platense          | 13    |